# تعدد الزوجات في المغرب
تعدد الزوجات في المغرب هو قانوني،  ولكن هناك قيود تم تقديمها من قبل الحكومة في عام 2004 ،من مؤهلات الزوج يجب أن يجتمع من أجل الزواج من زوجة ثانية. بالإضافة إلى ذلك، الزوج يجب أن يكون لديه إذن خطي من زوجته الحالية قبل الزواج من زوجة ثانية. كسر هذه القواعد دون إذن من زوجته الحالية يمكن أن تسفر عن اعتقالات.

## وصلات خارجية
- قانون الأسرة المغربي الجديد فشل في وقف تعدد الزوجات, العرب 2008-03-03